# ترانسفورماتور اوستن

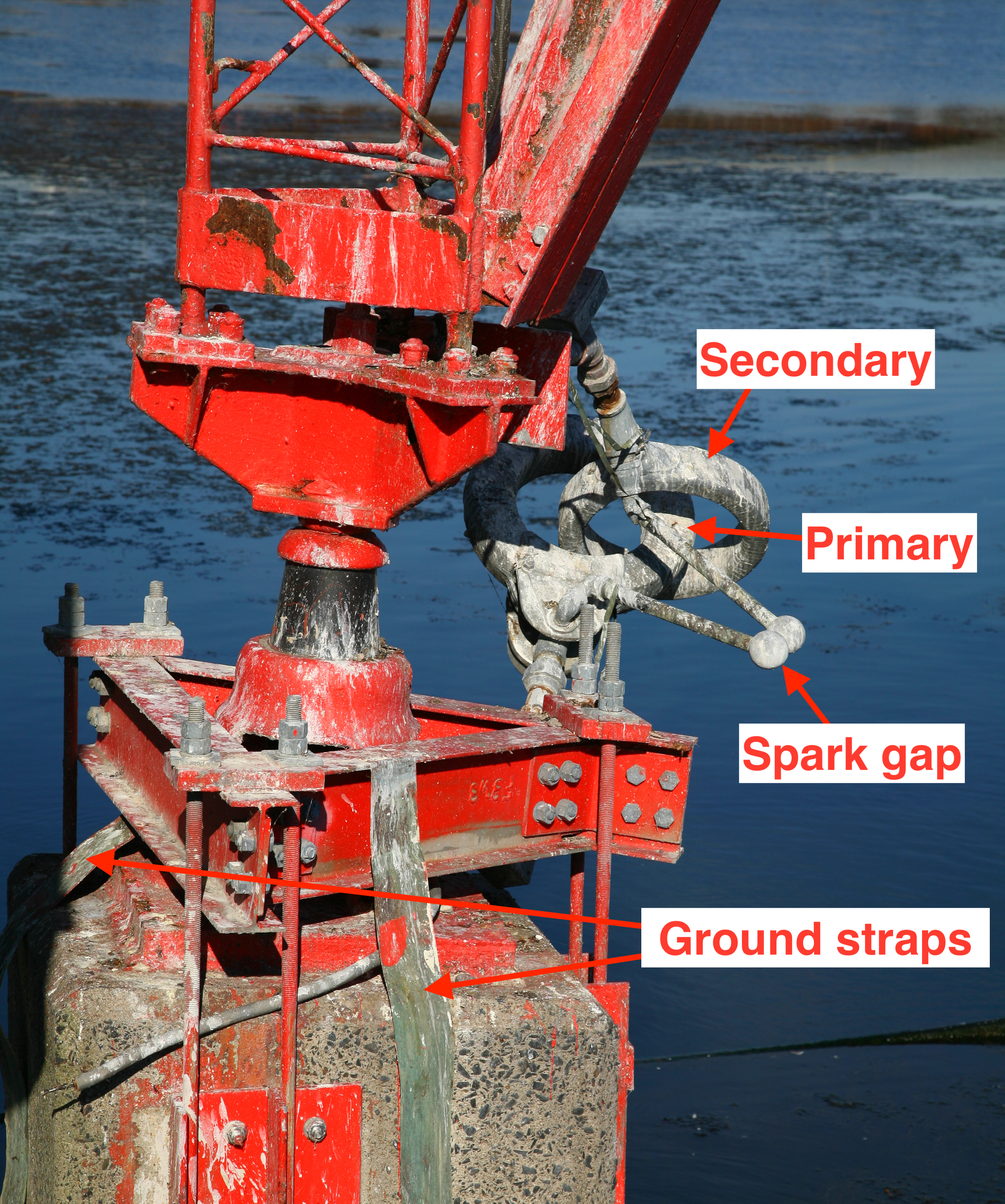
ترانسفورماتور اوستن نصب شده روی پایه یک دکل انتقال رادیویی

ترانسفورماتور اوستن نوعی خاص از ترانسفورماتور ایزوله است که برای تغذیه لامپ‌های دور از دسترس ترافیک هوایی و سایر وسایل بر روی آنتن رادیاتور دکلی ایزوله از زمین استفاده می‌شود. با توجه به اینکه تفاوت پتانسیل الکتریکی بین آنتن و زمین بسیار بالا است (تا ۳۰۰ کیلو ولت)، تغذیه لامپ‌ها به‌طور مستقیم غیرممکن است. این ترانسفورماتور متشکل از دو پیچ سیم پیچ حلقه مانند با یک شکاف هوایی بزرگ بین سیم پیچ و هسته مغناطیسی است. این شکاف هوایی بزرگ، ایزوله بودن از ولتاژ بالا و ظرفیت اتصال کم بین سیم پیچ فراهم می‌کند.
این ترانسفورماتور به نام مخترعش، آرتور اوستین، که از دانشگاه استنفورد در سال ۱۹۰۳ فارغ‌التحصیل شد و صاحب ۲۲۵ اختراع است، نامگذاری شد.